# Wolverine Blues
Wolverine Blues è il terzo album della band death metal Entombed, pubblicato nel 1993 dall'etichetta Earache Records.

## Descrizione
Questo album, oltre al ritorno del cantante Lars Göran Petrov, vede un cambiamento di sonorità da quelle prettamente death metal degli inizi al death & roll, termine con il quale la band descrive il proprio sound ad indicare una fusione tra death metal e rock and roll.
Esistono altre tre versioni del disco: la prima contenente i samples di Eyemaster, Rotten Soil e Out of Hand, la seconda senza samples ma con un fumetto omaggio e la terza con l'aggiunta della canzone Out of Hand.
La Earache, senza il consenso della band, ha raggiunto un accordo con la Marvel ed ha pubblicato l'album con, al posto della copertina originale, l'immagine del supereroe Wolverine.

## Tracce
1. Eyemaster – 3:20
2. Rotten Soil – 3:25
3. Wolverine Blues – 2:13
4. Demon – 3:17
5. Contempt – 4:32
6. Full of Hell – 3:20
7. Blood Song – 3:23
8. Hollowman – 4:25
9. Heaven's Die – 4:14
10. Out of Hand – 3:16

## Formazione
- Lars-Göran Petrov - voce
- Uffe Cederlund - chitarra
- Alex Hellid - chitarra
- Lars Rosenberg - basso
- Nicke Andersson - batteria e chitarra